# Lisa D'Amato
Lisa Marie D'Amato Friedman (Los Ángeles, California, 22 de octubre de 1980) es una cantante, modelo y personalidad de televisión estadounidense. Se hizo conocida como participante en el ciclo 5 de la serie de televisión America's Next Top Model, quedando en el sexto lugar, y finalmente ganando el ciclo All Star (ciclo 17).

## Primeros años
D'Amato nació en Los Ángeles, California. Sus padres se divorciaron cuando ella tenía dos años, con su madre bajo custodia durante 25 años. Comenzó a modelar a la edad de 12 años.

## Carrera televisiva

### America's Next Top Model

#### Ciclo 5
D'Amato audicionó para el ciclo 5 de America's Next Top Model en 2005. Los jueces la eliminaron en el décimo episodio en Londres durante su única aparición en las dos últimas, perdiendo ante Jayla Rubinelli quien había sobrevivido por segunda vez consecutiva. D'Amato ha sido identificada desde este ciclo como una de las concursantes más memorables debido a su personalidad entretenida, su belleza poco convencional, su afición al melodrama y su gran base de admiradores.

#### Ciclo 17
Después de su primera aparición en el programa, D'Amato fue seleccionado para regresar a America's Next Top Model para un ciclo All-Stars. Como todas las otras concursantes en el ciclo 17, recibió una palabra de marca: «atrevida». Durante su tiempo en el programa, desarrolló su propio perfume llamado «Neon» y actuó en un video musical de su canción «I Be Like Whoa».
 El 7 de diciembre de 2011, D'Amato ganó sobre la finalista del ciclo 12, Allison Harvard, convirtiéndola en la ganadora con más edad al contar con treinta años.

### Otros
Antes de aparecer en el All Stars, D'Amato apareció en el ciclo 6 enseñando a las chicas a posar. También apareció en un episodio del ciclo 18 para anunciar que las modelos británicas y estadounidenses harían un video musical.
Apareció en la tercera temporada de Celebrity Rehab y en la quinta temporada de Marriage Boot Camp de We TV.

## Carrera de modelaje
D'Amato ha estado modelando desde la edad de 12 años, protagonizando anuncios de compañías como XOXO, Barneys New York, Mervyns, Guess, Flojos, Dragonfly, y las revistas Teen, Sassy, YM, Seventeen, Surfer. Ha viajado por todo el mundo haciendo desfiles e campañas para Barneys New York, XOXO, Guess, Jared Gold, Devon Becke's, Levi's, H&M, Diane von Fürstenberg, 2BeFree, Clementyne, Sebastian's International, la campaña Bon Voyage de Coca-Cola, Q101 (una estación de radio local en Chicago, Illinois), Target y la campaña «Mellow Yellow» de The Gap.
Después de ANTM, D'Amato firmó con L.A Models y L.A Talent, lo que la llevó a protagonizar campañas publicitarias para Black Chandelier, diseñadas por Jared Gold, Clementyne, DaftBird, la revista Swindle (donde apareció en un editorial y redacción de seis páginas), y la revista Lemonade (donde tenía una extensión de seis páginas y una reseña). También ha modelado para Shoshanna Lonstein, DaftBird, Ford Fusion, Clementyne, Lip Service, las revistas Elle Girl y Lemonade, Lilian Kha y la revista Permission, donde apareció en la portada de su número de octubre de 2006. Sus desfiles incluyen Jared Gold, 2BeFree, la colección de invierno de 2006 «Alice + Olivia» del Caspian Runway Show de Jared Gold. D'Amato también apareció en dos comerciales de Old Navy y Ripe TV. En diciembre de 2011, D'Amato se convirtió en el rostro de la fragancia de ANTM, Dream Come True. En abril de 2012, D'Amato apareció en un espacio de seis páginas en Vogue Italia. En 2012, comenzó a participar en un canal de YouTube, damodel69, que también está en Da'model Salon con 6 episodios.

### Otros
D'Amato ganó un premio de The Reality Remix Awards por «Favorite Altered State». Fue votada recientemente como una de las concursantes más memorables por AOL Entertainment. y como la décima villana más grande en la historia de los reality show por TV Guide.

## Carrera musical
D'Amato ha seguido una carrera en la música y ha hecho una transición de modelar a actuar, particularmente en los géneros de rap, electro rap y hip hop. El 8 de octubre de 2007, se lanzó el video musical de su canción «Ace of Spades» was released. Más tarde trabajó con Cisco Adler (Whitestarr, Shwayze, Dirt Nasty, Mickey Avalon). Esta asociación dio como resultado canciones que incluyen «My Name Is Lisa» y «Bikini». Adler y D'Amato colaboraron en videos para esas pistas. Su canción «Can't Touch It!» apareció en el show de HBO, Entourage. Ha abierto o trabajado para LMFAO, Hyper Crush, 3OH!3, Shwayze, Dirt Nasty, Andre Legacy, Mickey Avalon, Ultraviolet Sound, Electric Valentine, Boomkat y The Beach Boys.

### Álbum debut
Su álbum debut llamado La Puchinetta fue lanzado en diciembre de 2009. Los colaboradores incluyen a DJ Lethal (House of Pain, Everlast), y DJ Gavin O'Connor. Entre las sesiones de grabación, D'Amato se ha presentado en todo el Suroeste de los Estados Unidos, haciendo shows con sus bailarines de respaldo, apodados «The Super Smokin 'Hot Bikini Dancers».

### Segundo álbum
El segundo álbum de D'Amato, Flippin' the Bird, fue lanzado en septiembre de 2011 e incluye colaboraciones con The Cataracs (Far East Movement), L.P., Aqua (Roc-A-Fella Records/Jay-Z) y Colin Hartel.

### Presentaciones en vivo
D'Amato ha cantado como residente y anfitrión en Viper Room en Hollywood, California, Key Club, MGM Grand Hotel and Casino, Rio Hotel Las Vegas, Air Conditioned Lounge Venice, California, Fubar Hollywood, The Roxy Hollywood, Hard Rock Hotel, Malibu Inn, Mood, SXSW (Austin, Texas), Palms Hotel and Casino (Las Vegas), Magic (Las Vegas), Coachella (Palm Springs, California) y Hyde.

## Vida personal
D'Amato se casó con el empresario Adam Friedman el 30 de septiembre de 2012 en Hollywood Hills. El 29 de mayo de 2013, anunció que esperaba un niño. También mencionó que tenía cinco meses de embarazo. El 28 de septiembre de 2013, Damato y Friedman dieron la bienvenida a su primer hijo, un niño llamado Dax. El 22 de septiembre de 2016, dieron la bienvenida a su segundo hijo, Venice Sire Friedman. El nacimiento fue transmitido en vivo en Facebook.

## Filmografía
- Strut - Invitada; 2 episodios
- Industry Insider – Ella misma / Presentadora
- Johnny V's Reality Stars – Ella misma
- America's Next Top Model (ciclo 18) – Episodio 6, Ella misma (invitada)
- E! Grammy Fashion Police Fashion/Beauty Trends – Ella misma
- Travel Channel Ultimate Travel: The Last Resort – Ella misma
- The Tonight Show with Jay Leno de NBC – Ella misma
- Da'model Salon – Ella misma
- America's Next Top Model (ciclo 17) – Ella misma (ganadora)
- Married to Rock de E! Entertainment - Episodio «Wild Wedding», Ella misma
- Tacky House de Style Network - Episodio «Tacky Castle», Ella misma
- Celeb-u-tots Commentator de The Oxygen Network - Ella misma
- ANTM Obsessed de The Oxygen Network – Ella misma
- TMZ – Ella misma
- MTV Cribs – Ella misma (con Cisco Adler y Shwayze)
- BUZZIN de MTV – Ella misma (con Cisco Adler y Shwayze)
- The Tyra Banks Show (2005) – Ella misma
- America's Next Top Model (ciclo 6) – Ella misma (invitada)
- America's Next Top Model (ciclo 5) – Ella misma (concursante)
- Celebrity Rehab with Dr. Drew – Temporada 3, Ella misma
- FuseTV/MAvTV, Rad Girls – Ella misma
- Pit Boss, Rad Girls – Ella misma
- Marriage Boot Camp – Ella misma